# Santiago de Querétaro
Santiago de Querétaro (šp. za „Sveti Jakov Querétara”) ili samo Querétaro (tarasco Kꞌerhiretarhu  za „Kod velikog loptališta”) je glavni i najveći grad istoimene općine i meksičke države Querétaro. Nalazi se u središtu Meksika, oko 213 km sjeverozapadno od grada Meksika, 96 km jugoistočno od grada San Miguel de Allende i 200 km južno od grada San Luis Potosí.
Grad je, zajendo s okolnim spomenicima, upisan na UNESCO-ov popis mjesta svjetske baštine u Sjevernoj Americi 1996. godine kao „predivni španjolski kolonijalni grad čija se pravilna mreža ulica nalazi uz vijugave ulice indijanskih četvrti naroda Otomí, Taraski i Chichimeca”.

## Povijest
Prema predaji grad je osnovan 25. srpnja 1531. godine, tijekom bitke Španjolaca i Otomí domorodaca, prilikom koje se dogodila pomračina sunca u kojoj se navodno ukazao apostol sv. Jakov na ružičastom konju, zbog čega su se domorodci predali. Istina je da je španjolska vlast nad ovim plodnim prostorima primorja došla postupno. Vođa Otomí indijanaca, Kho-ni, je prihvatio kršćanstvo 1532. god. i ustanovio naselje zajedno sa Španjolcem Juanom Sanchezom Alanisom, koje je dobilo kolonijalno ime Santiago de Querétaro, dok se od stjecanja neovisnosti grad češće naziva samo Querétaro. 
Iako Querétaro nikada nije trebao postati biskupijom s katedralom, svi crkveni redovi su bili prisutni. Prvo su došli franjevci, augustinci i dominikanci, koji su osnovali svoje velike kuće, a uslijedili su isusovci i filipovci, kao i ženski redovi.
Grad je imao ključnu ulogu u snabdijevanju rudarskih naselja Guanajuato i Zacatecas na Kraljevskoj cesti (Camino Real de Tierra Adentro), a do 1680. god. postao je treći grad Nove Španjolske, odmah poslije Meksika i Puebla, s oko 30.000 stanovnika. Bogatstvo Querétara se očituje u brojnim spomenicima iz 18. stoljeća kada je grad obnovljen u baroknom stilu. U 19. stoljeću doživljava još jedan procvat zahvaljujući osnivanju tekstilne i duhanske industrije koje su zapošljavale oko 40.000 stanovnika. Grad uživa visoku autonomiju pod upraviteljem (Corregidor) od 1770. god., što je potaklo iznimnu trgovačku djelatnost.
Grad je imao važnu ulogu tijekom Meksičkog rata za neovisnost. Naime, u kući done Jozefe Ortiz, poznate po nadimku Corregidora ("upraviteljica"), okupljali su se i dogovarali pobornici neovisnosti 1810. god.
U Querétaru je suđeno nadvojvodi Maximilijanu, caru Meksika, kada je zbačen s vlasti. Tu je i streljan 19. lipnja 1867. na „Poljani zvona“ (Cerro de las Campanas), zajedno sa svojim generalima Miramonom i Meijom. 
Početkom revolucionarnog pokreta 1909. godine, Querétaro je ponovno postao glavnom pozornicom političkih događaja. Tu je ustanovljeno Državno vijeće koje je donijelo Meksički ustav, koji je i danas na snazi, potpisan u Teatro de la República u Querétaru 5. veljače 1917. god., nakon dva mjeseca vijećanja.
Nakon što je stao na oko 35.000 stanovnika između 1910. i 1940. god., stanovništvo je počelo vrlo brzo rasti; od 50.000 1950., 130.000 1970., do današnjih oko 450.000. 
Danas je Querétaro jedan od najbrže rastućih gradova u Meksiku, gdje se u posljednjih 15 godina razvilo snažno gospodarsko središte s predstavnicima mnogih velikih međunarodnih tvrtki. Šire područje grada ima najveći BDP po glavi stanovnika u Meksiku od 20.000 US$ (2009.).

## Znamenitosti
Querétaro je poznat po kolonijalnoj arhitekturi koja je od 1996. god. UNESCO-ova svjetska baština. U ovom području od oko 1500 m širine, definiranom s dvije linije brda različite visine između kojih teče rijeka, nalazi se oko 1.400 spomenika, od kojih 20 vjerskih i 15 javno-društvenih. Prva kapela La Cruz, sagrađena je na malom brdašcu na istočnom kraju doline. Trg Plaza de Armas, sjedište vlade, bilo je okruženo arkadama s dvije strane, vladinim zgradama i rezidencijom vodećih građana.
Svi vjerski redovi su ostavili značajne barokne komplekse kao što su: samostan Santa Teresa, El Carmen, i posebice samostani Santa Clara i Santa Rosa. Mnoge ne-vjerske, uglavnom barokne, građevine u Querétaru, nisu inovativne ili izvanrednih tlocrta, no njihov poseban značaj leži u projektiranju i izgradnju širokih raspona raznolikih lukova koji se mogu naći u unutrašnjosti kuća i palača, a daju baroknoj arhitekturi Querétara izniman i originalan karakter koji je naglašen 'ružićastim lokalnim Querétaro kamenom, koji je postao tražen i u drugim dijelovima Meksika.
Akvedukt za opskrbu grada vodom je izgrađen u razdoblju od 1726. – 38. god. Dug je 1280 metara, visok 23 metra i ima više od 70 lukova. Do 1970-ih služio je za vodoopskrbu, a danas je slavni gradski spomenik. 
- Crkva sv. Križa franjevačkog samostana
- Crkva sv. Franje na središnjem trgu
- Templo de Santa Rosa de Viterbo
- Templo de Santa Clara
- Templo de Santo Domingo
- Templo de San Agustín
- Casa de la Corregidora
- Sjedište vlade na trgu Plaza de Armas
- Gradski akvedukt
- Trgovačko središte Zaragoza

## Gospodarstvo
Querétaro se smatra jednim od razvijenijih i skupljih gradova Meksika. Prihod po stanovniku je jedan od najviših u Meksiku, i u gradu se nalazi moderan nogometni stadion.
Zbog povoljnog prometnog položaja na putu od središnjeg Meksika prema SAD-u, u gradu se razvila automobilska, strojarska, elektronička i prehrambena industrija: Daewoo, Bombardier, Nestlé, Kellogg's, Samsung, i dr.
U ožujku 2005. godine, u Querétaru je otvorena i međunarodna zračna luka. 

## Gradovi prijatelji
Querétaro je zbratimljen sa slijedećim gradovima:
| - Bakersfield, SAD (2005.) - Cancún, Meksiko (2019.) - Guácimo, Kostarika (1996.) - Heredia, Kostarika (1996.) - Holland, SAD (1996.) - Mérida, Meksiko (2016.) - Morelia, Meksiko (2016.) - Moravia, Kostarika (1996.) | - Orange, SAD (1973.) - San Miguel de Allende, Meksiko (2006.) - Santiago de Chile, Čile (1996.) - Santiago de Cuba, Kuba (1995.) - Santiago de Compostela, Španjolska (1996.) - Shijiazhuang, Kina (1996.) - Tuxtla Gutiérrez, Meksiko (2017.) - Yeosu, Južna Koreja (2002.) |

## Vanjske poveznice
- Kultura i turizam (engl.)
- Sveučilište  Arhivirana inačica izvorne stranice od 14. travnja 2011. (Wayback Machine)
- Fotografije, informacije  Arhivirana inačica izvorne stranice od 6. veljače 2010. (Wayback Machine) (šp.)
- Video na UNESCO-ovim službenim stranicama (engl.)